# ۳۰ جی کمان
۳۰ G. کمان یک ستاره است که در صورت فلکی کمان قرار دارد.